# صادق تیرافکن
صادق تیرافکن، عکاس و هنرمند مفهومی ایرانی بود. تیرافکن در ۳ ژوئیه ۱۹۶۵ برابر با ۱۳۴۴ خورشیدی از خانوادهٔ ایرانی (شوشتری)، در شهر کربلا در کشور عراق متولد شد وی در سال ۱۳۶۹ در رشته عکاسی از دانشگاه تهران فارغ‌التحصیل شده و پس از تحمل یک دوره بیماری سرطان سرانجام در نوزدهم اردیبهشت ۱۳۹۲ برابر با ۹ مه ۲۰۱۳ در سن ۴۷ سالگی در شهر تورنتو در کشور کانادا درگذشت. پیکر او پس از انتقال به ایران در جوار حرم عبدالعظیم حسنی در شهرری به خاک سپرده شد.
آثار صادق تیرافکن در نمایشگاه‌های انفرادی و گروهی متعددی، از جمله در تهران، پاریس، تورنتو، نیویورک و بروکسل به نمایش درآمده بود.
صادق تیر افکن سابقه کارگردانی تئاتر بین سالهای 1361 تا 1365 در اهواز وهمکاری با اداره ارشاد خوزستان را دارد از جمله کارهای ایشان نویسندگی و کارگردانی تئاتر کیف مدرسه بود که با همکاری آقای مهرداد مال عزیزی روی صحنه رفت و در جشنواره تئاتراستان آذربایجان شهرستان خوی شرکت نمود.
صادق تیرافکن در بسیاری از آثار خود از تکنیک فتومونتاژ یا فتوکلاژ استفاده می‌کرد و علاوه بر آن، چیدمان (اینستالیشن)های هنری او نیز در نمایشگاه‌های مختلف دنیا به نمایش درآمده بود.
برخی از آثار این هنرمند عکاس در مجموعه‌های ثابت موزه‌های مختلفی چون موزه بروکلین نیویورک، موزه بریتانیا و همچنین موزه هنرهای معاصر تهران موجود است. تیرافکن هم‌چنین نمایشگاه‌های متعددی را در گالری‌های مختلف ایران همچون هما، اثر، سیحون، راه ابریشم و … برگزار کرد. آخرین نمایش انفرادی او دی ماه ۱۳۹۱ با عنوان «قدم‌های اولیه» در گالری هما به نمایش درآمد؛ کتابی نیز با همین عنوان از طرف این گالری در همکاری با آرت پرکتیس منتشر شد. از سال ۱۳۹۳ نیز مرکز هنری فرهنگی تیرافکن به اهتمام برادرش قاسم تیرافکن در خیابان خردمند شمالی، کوچه اعرابی دوم مشغول به فعالیت شده‌است.

## کتاب
- تاریخی برای آینده، یادداشت‌هایی از فیتز پاتریک، شهروز نظری و حمید سوری، تهران ۱۳۹۴ [۲]

## نمایشگاه‌ها

### گروهی
- 1986 Ketab-e Azad Gallery, Tehran Iran

### انفرادی
- کلاژها، بنیاد تیرافکن، گردآوری قاسم تیرافکن، تهران ۱۳۹۵ [۳]
- قدم‌های اولیه، گالری ایکس، برلین ۱۳۹۴ [۴]
- کلاژهای صادق تیرافکن، گالری تیرافکن، تهران ۱۳۹۳[۵]

- 1989 Mansoureh Hossini Gallery, Tehran Iran
- 1991 Seyhoun Art Gallery, Tehran, Iran
- 1995 Seyhoun Art Gallery, Tehran, Iran
- 1997 Seyhoun Art Gallery, Tehran, Iran
- 2000 Seyhoun Art Gallery, Tehran, Iran
- 2001 Seyhoun Art Gallery, Tehran, Iran
- 2002 Massoud Nader Gallery, New York, USA
- 2002 Parkerson Gallery, Houston, USA
- 2003 VU Gallery, Paris, France
- 2004 Lehmann maupin Gallery, New York, USA
- 2005 Assar Art gallery, Tehran, Iran
- 2005 Espace photography Contreype, Brussels, Belgium
- 2005 VU Photography Centre, Quebec City, Canada
- 2006 Aspace Gallery, Toronto, Canada
- 2006 Lee Ka-Sing gallery, Toronto, Canada
- 2006 Massoud Nader Gallery, New York, USA
- 2007 Silk Road Gallery, Tehran, Iran
- 2008 Assar Art gallery, Tehran, Iran
- 2010 Selma Feriani + Louise Alexander Gallery, London, UK
- 2013 Initial Steps , homa gallery , Tehran, Iran

## آثار
- 1997 Persopolis, Video installation
- 2000 The Children of Dark city, Installation & video, Painting, Sculpture
- 2000 Iranian Man, Photographic series
- 2001 Ashura, Installation pictures, video & painting
- 2002 Secret of Words, Photographic series
- 2002 Stages, Photo, Video installation
- 2003 Sacrifice, Photographic series
- 2005 Lighting The Nation Gate, Photo, Video installation
- 2006-7 Whispers of the East, Photographic series
- 2009-2010 Human Tapestry, Photographic series

## Public collection
- 2001, Museum of Contemporary Art, Tehran, Iran
- 2003, Maison européenne de la photographie, Paris, France
- 2007, British Museum, London, UK
- 2008, Brooklyn Museum, NYC, USA
- 2008, Los Angeles County Museum of Art, Los Angeles, USA